# Music Rocket
Music Rocket (рус. Мьюзик Рокет) — сервис поиска музыкантов и профессионалов для творческих проектов, а также краудсорсинговый проект создания песен на стихи поэтов. Доступен в виде веб-сайта и чат-ботов в популярных мессенджерах: Telegram, ВКонтакте и WhatsApp (в настоящий момент в разработке). Ключевая особенность сервиса — общение между заказчиками и исполнителями ведётся в привычном удобном мессенджере, который всегда под рукой.

## Песни из стихов
По оценкам руководителя и основателя проекта Стихи.Ру: «К поэтам и писателям относится около 1 % населения (если считать от 146 миллионов человек населения России)». Многие из этих поэтов благодаря проекту MusicRocket имеют возможность оформить свои стихи в песню, балладу или просто наложить их на музыку с участием вокалистов и аранжировщиков высокого класса.

## Услуги музыкантов
Сервис позволяет заказать услуги профессиональных музыкантов. На площадке представлены музыканты и профессионалы широкого спектра: вокалисты, аранжировщики, саунд-продюсеры, сессионные музыканты, художники обложек, специалисты по продвижению и многие другие.

## История
За несколько лет до запуска сервиса команда запустила музыкальное сообщество «Мы сцена», где более 6000 пользователей по всему миру делятся своим творчеством, получают честную обратную связь и ведут обсуждения. За это время команда убедились, что есть много талантливых поэтов, достойных признания. Так, родилась идея создать сервис, благодаря которому выпуск песен будет доступен каждому автору.
В 2021 году был выпущен первый альбом. Заказчиками альбома стали поэты, поддержавшие сборы на альбом на Planeta.ru. Альбом получился в поп-жанре, в него вошли 14 песен. Особенность альбома в коллаборации более 100 незнакомых друг с другом людей. Никто из участников альбома до этого не работал вместе и вряд ли знаком даже сейчас. Каждая композиция, в основном, сделана 3 людьми: автором стихов, чтецом и композитором. Это уникальный опыт для музыкальной индустрии России и рынка стриминговых сервисов, в частности.
Следом была запущена платформа MusicRocket для создания песен из стихов и уже в октябре 2021 проект стал победителем акселератора технопарка «А: Старт» и приглашён в бизнес инкубатор в качестве резидента. В январе 2022 проект получил письма поддержки, в частности от Министерства культуры Новосибирской области.